# Третья рука

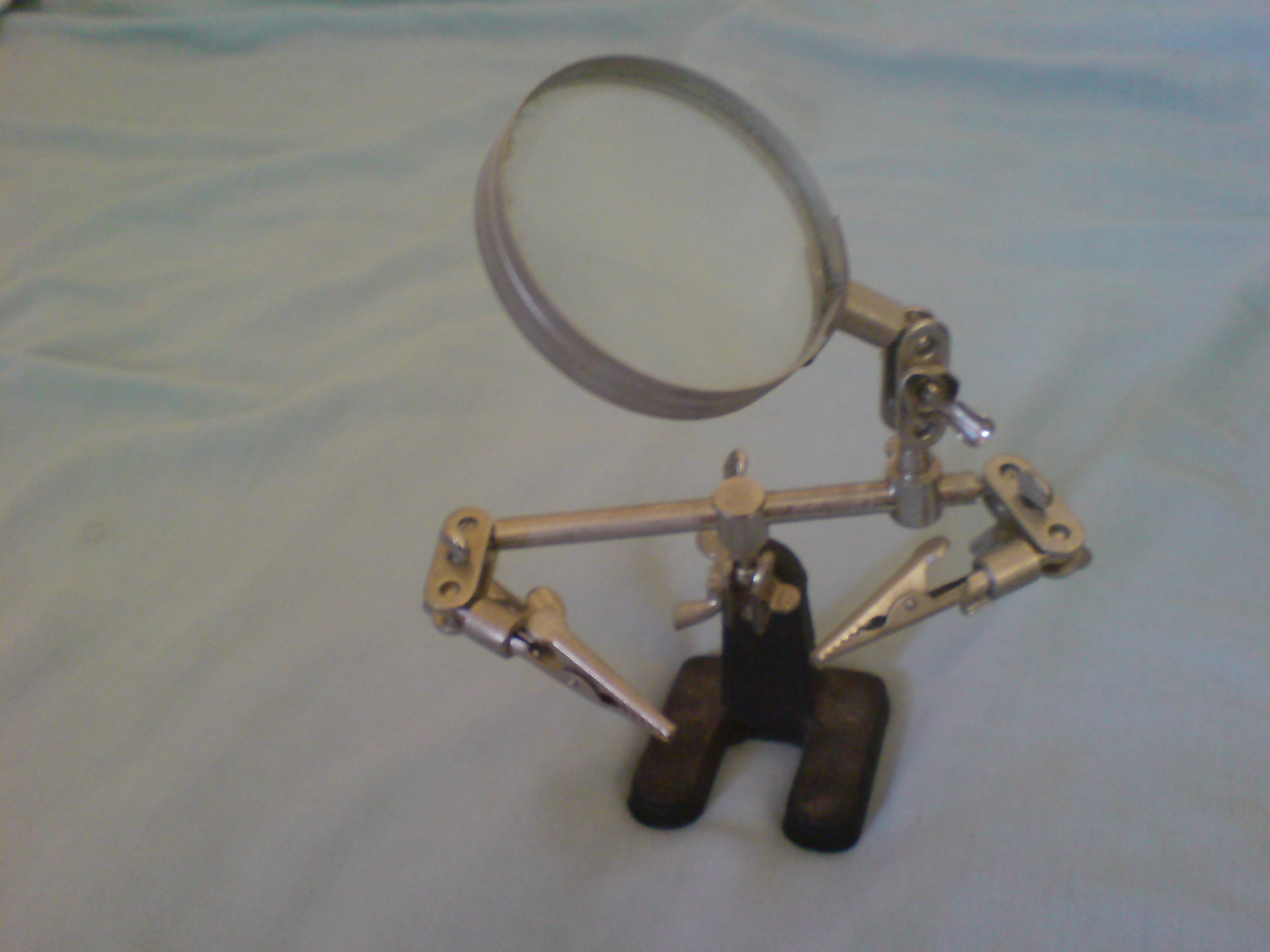
Штатив с зажимами «третья рука» для пайки

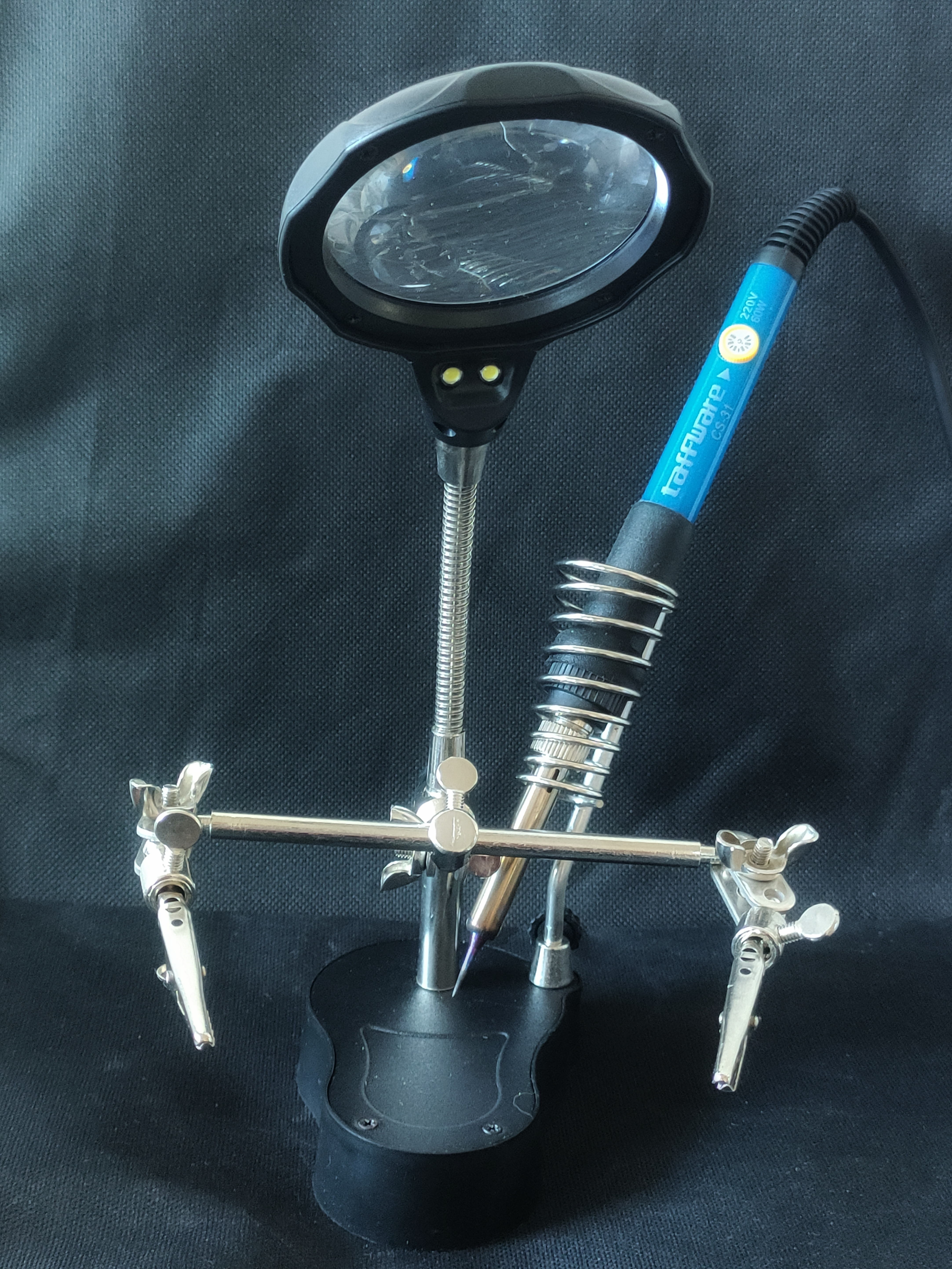
штатив с зажимами и подставкой для паяльника

Держатель «третья рука» — собирательное название приспособлений, позволяющих фиксировать мелкие детали в нужном положении без участия рук. Применяется главным образом при пайке, в ювелирном деле, моделизме и других областях, где приходится работать с мелкими деталями.
В большинстве случаев состоит из основания и одной или нескольких гибких «рук» (обычно шарнирных, состоящих из нескольких плеч) с установленным на конце зажимом «крокодил» или пинцетом. Дополнительно для работы с особо мелкими деталями может оборудоваться лупой, подсветкой и мини-вытяжкой (вентилятором), а иногда и держателем для паяльника. Для более крупных деталей может устанавливаться струбцина.
В подавляющем большинстве случаев изготавливается из металла. Может устанавливавшийся на рабочем месте как стационарно, так и без фиксации.

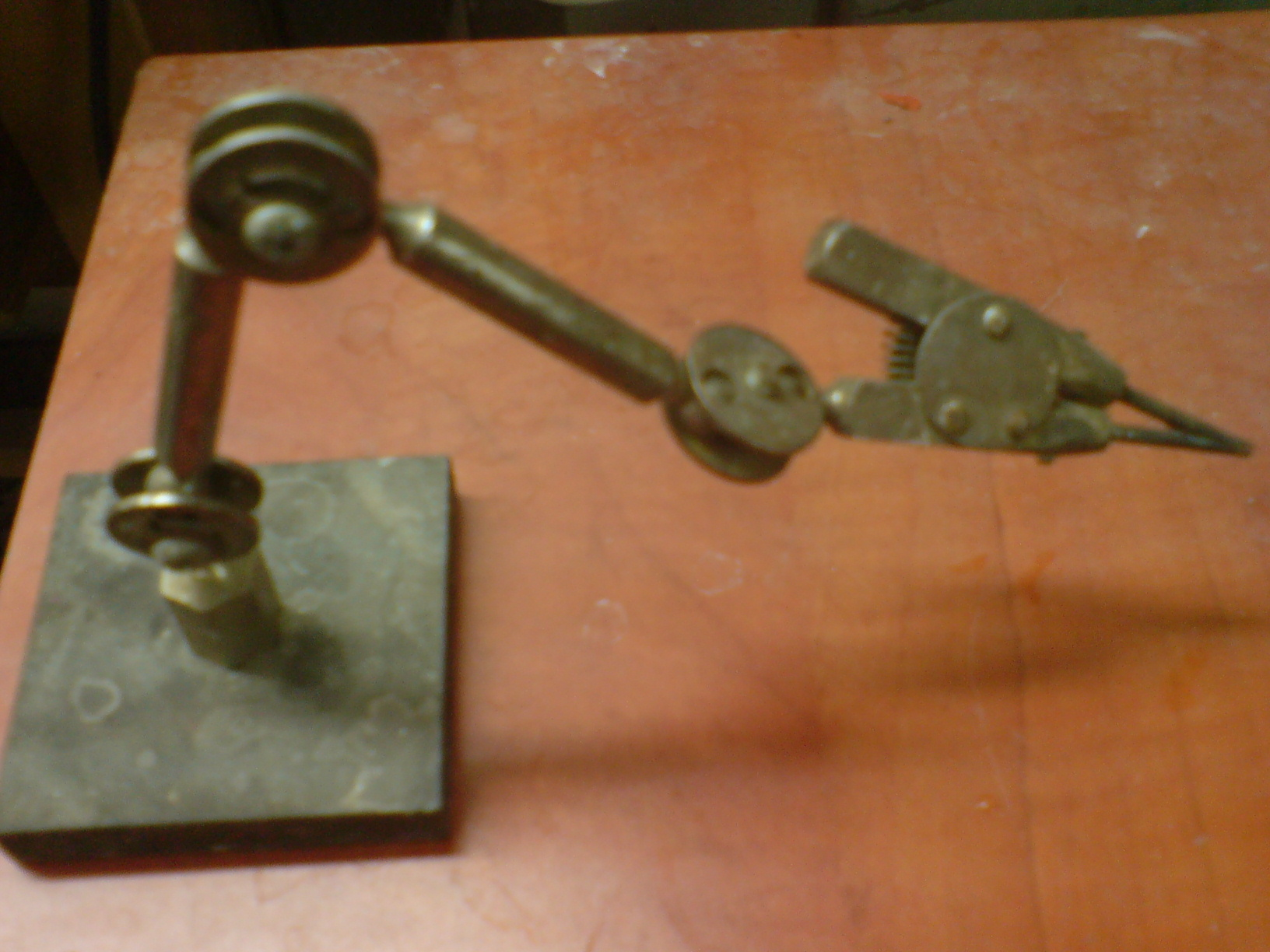
Универсальная «третья рука» американского производства
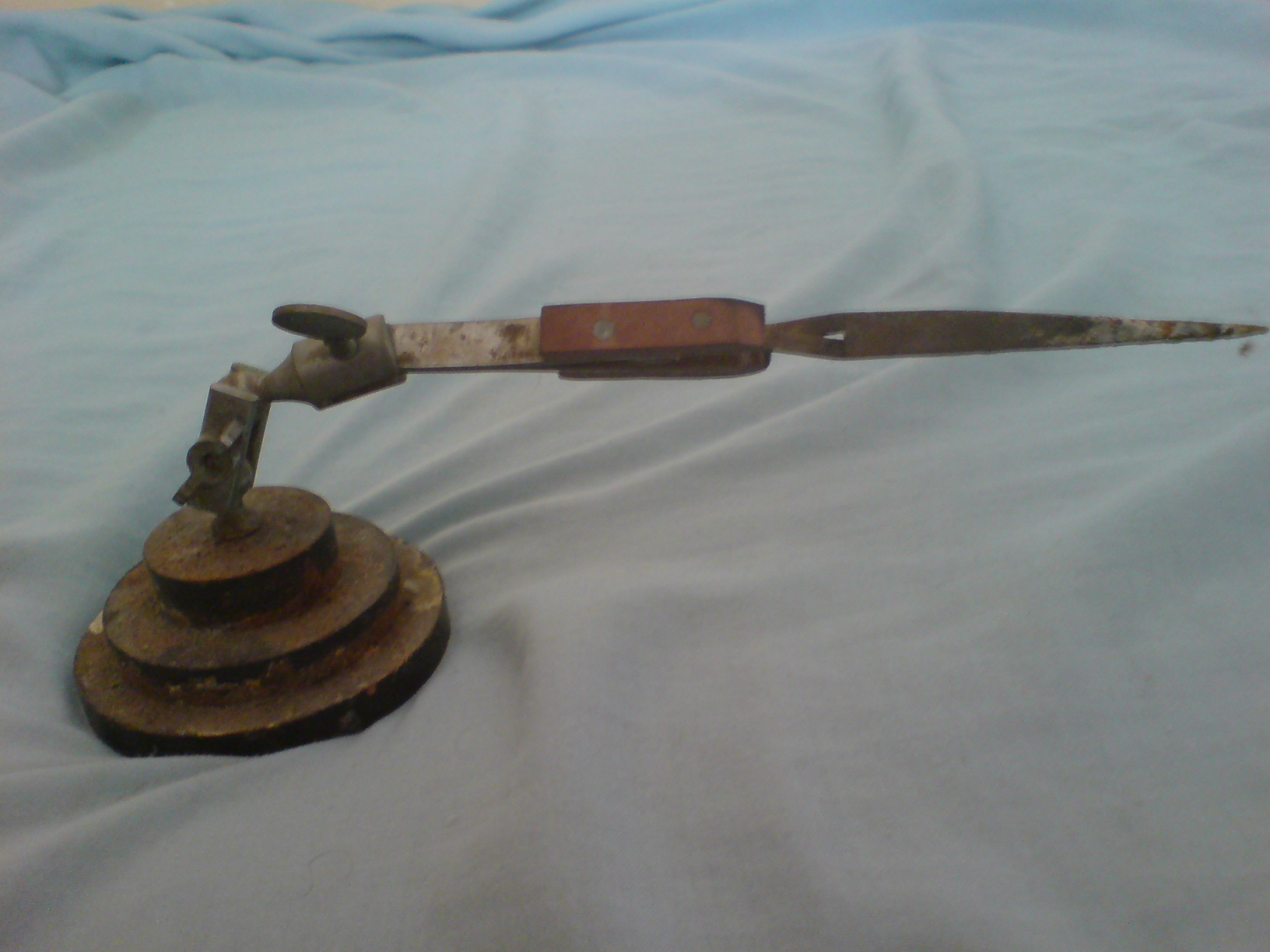
Третья рука, простейший ювелирный вариант
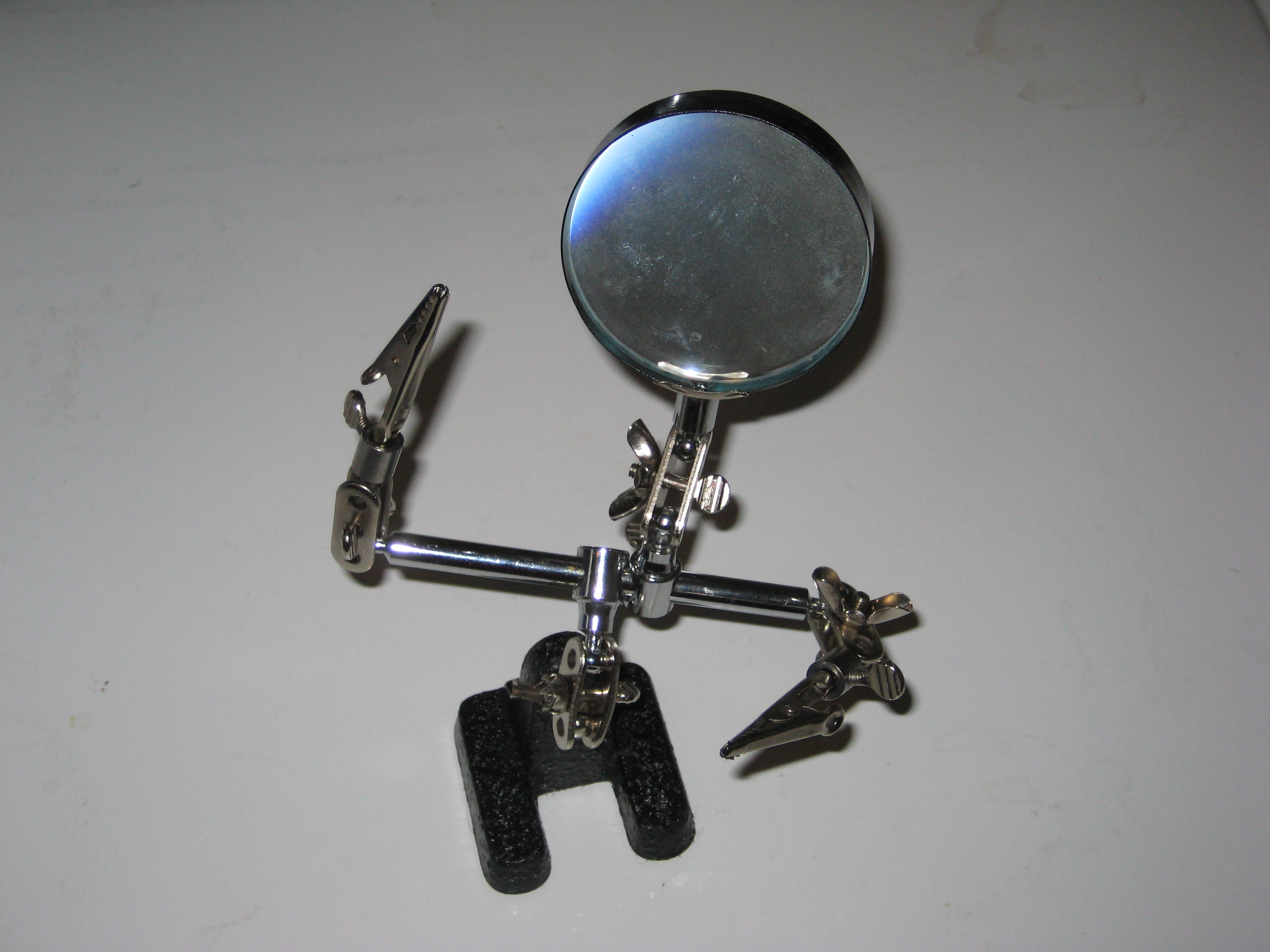